# مالكوم مكنيل
مالكوم مكنيل (بالإنجليزية: Malcolm McNeill)‏ هو عازف جاز نيوزلندي، ولد في 1945.

## وصلات خارجية
- مالكوم مكنيل على موقع ميوزك برينز (الإنجليزية)
- مالكوم مكنيل على موقع ديسكوغز (الإنجليزية)